# Nathalie Appéré

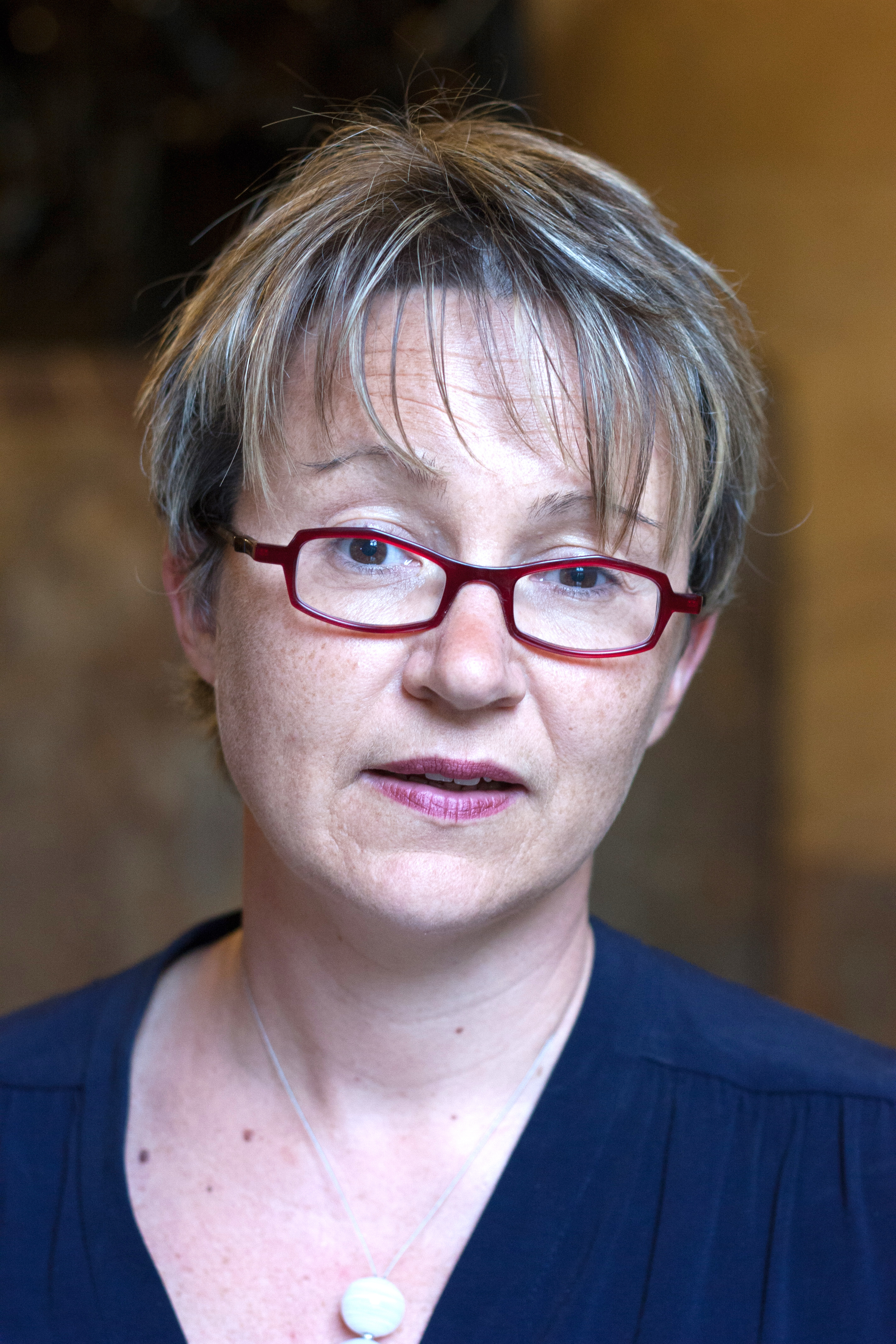
Appéré 2012

Nathalie Appéré (* 8. Juli 1975 in Ploemeur) ist eine französische Politikerin. Sie war von 2012 bis 2017 Abgeordnete der Nationalversammlung und ist seit 2014 Bürgermeisterin der Stadt Rennes.
Appéré erwarb 1993 ihr Abitur und studierte danach Politikwissenschaften am Institut d’études politiques in Rennes. Während ihres Studiums trat Appéré, die sich als katholische Sozialistin bezeichnet, der Parti socialiste bei. 2001 gelang ihr der Einzug in den Stadtrat von Rennes, wo sie gleichzeitig zu einer Stellvertreterin des Bürgermeisters Edmond Hervé wurde. 2008 stieg sie zur ersten Stellvertreterin auf. Bei den Parlamentswahlen 2012 kandidierte sie erfolgreich im zweiten Wahlkreis des Départements Ille-et-Vilaine und zog in die Nationalversammlung ein.
Für die Kommunalwahlen 2014 übernahm Appéré die Spitzenkandidatur für den PS, nachdem Amtsinhaber Daniel Delaveau nicht erneut kandidierte. Nachdem die Liste des PS im ersten Wahlgang 35,6 Prozent der Stimmen erreichte, setzte sich im zweiten Wahlgang die mit den Grünen und dem Front de Gauche fusionierte Liste der PS mit 55,8 Prozent durch. In seiner ersten Sitzung am 4. April 2014 wählte der neue Stadtrat Nathalie Appéré mit 45 von 61 Stimmen zur Bürgermeisterin von Rennes. 2020 wurde sie wiedergewählt.